# Biserica Popa Chițu
Biserica Popa Chițu este situată în municipiul București, Str. Logofătul Luca Stroici 33A, sectorul 2, declarată monument istoric cu cod LMI B-II-m-B-19072, cu numele complet: Biserica „Sfântul Grigore Teologul, Sfântul Spiridon, Popa Chițu” 
Este construită în 1813 pe ruinele unei biserici mai mici, ridicate în 1789-1791 și distrusă din cauza cutremurului din anul 1802. A fost ridicată de preotul Grigore Chițu, cu sprijinul preoților Mușat și Stoica, diaconului Petre și al breslei cavafilor, având inițial doar turla de pe naos.

## Renovări
În anul 1879 biserica a fost renovată de preotul Ion Niculescu, adăugându-i-se cea de-a doua turlă peste intrare. În anul 1934 biserica a fost refăcută din cauza a încă două cutremure.
În anii 1975–1980 s-a renovat biserica complet interior. Cu această ocazie a fost adăugată friza continuă, cu 91 de ocnițe pictate cu sfinți. Autorul frescelor a fost Iosif Keber.

## Galerie de imagini

## Legături externe
- Site-ul Parohiei „Sfântul Grigorie Teologul - Popa Chițu”
- Biserica Sfantul Grigorie Teologul - Popa Chitu, 23 octombrie 2012, CrestinOrtodox.ro